# Таунсенд, Роберт
Роберт Таунсенд (англ. Robert Townsend; род. 6 февраля 1957) — американский актёр, комик, режиссёр и сценарист.

## Биография
Родился 6 февраля 1957 года в Чикаго в семье Ширли (урождённой Дженкинс) и Эда Таунсенда. У него трое братьев и сестёр. Во время выступления в школьном театре на юного Боба обратили внимание представители экспериментального театра афроамериканцев Chicago’s X Bag Theatre.
В 1990—2001 годах Таунсенд был женат на Чери Джонс. У пары есть две дочери — Сьерра и Скайлар — и сын Айсайя.

## Избранная фильмография
| Год       |    | Русское название         | Оригинальное название            | Роль                |
| --------- | -- | ------------------------ | -------------------------------- | ------------------- |
| 1975      | ф  | Красное дерево           | Mahogany                         | массовка            |
| 1979      | ф  | Воины                    | The Warriors                     | бейсболист          |
| 1982      | с  | МЭШ                      | M*A*S*H                          | пациент             |
| 1984      | ф  | Улицы в огне             | Streets of Fire                  | Лестер              |
| 1984      | ф  | История солдата          | A Soldier’s Story                | капрал Эллис        |
| 1986      | ф  | Мальчик-крыса            | Ratboy                           | Мэнни               |
| 1987      | с  | Удивительные истории     | Amazing Stories                  | Билли Берлисс       |
| 1988      | ф  | Я достану тебя, ублюдок  | I’m Gonna Git You Sucka          | н/д                 |
| 1991      | с  | Шоу Кэрол Бёрнетт        | The Carol Burnett Show           | разные персонажи    |
| 2002      | ф  | Тайный брат              | Undercover Brother               | мистер Ю Би         |
| 2012      | мф | Скуби-Ду! Музыка вампира | Scooby-Doo! Music of the Vampire | актёр-вампир        |
| 2018—2019 | с  | Чёрная Молния            | Black Lightning                  | доктор Напьер Фрэнк |
| 2023      | с  | Медведь                  | The Bear                         | Эммануэль Адаму     |